# Mistrzostwa Świata w Piłce Nożnej 2022 (eliminacje strefy UEFA)/Grupa C
Grupa C kwalifikacji do Mistrzostw Świata FIFA 2022 w strefie UEFA była jedną z dziesięciu grup UEFA w turnieju kwalifikacyjnym do Mistrzostw Świata, które zdecydowały, które drużyny zakwalifikowały się do turnieju finałowego Mistrzostw Świata FIFA 2022 w Katarze. 
Grupa C składała się z pięciu drużyn: Włoch, Szwajcarii, Irlandii Północnej, Bułgarii i Litwy. Zespoły grały przeciwko sobie u siebie i na wyjeździe w formacie każdy z każdym.
Zwycięzca grupy (Szwajcaria) zakwalifikował się bezpośrednio na Mistrzostwa Świata w Piłce Nożnej 2022, a wicemistrz (Włochy) awansował do drugiej rundy (baraży).

## Tabela
| Lp. | Drużyna           | M | Mecze | Mecze | Mecze | Bramki | Bramki | Bramki | Pkt |
| Lp. | Drużyna           | M | W     | R     | P     | +      | −      | +/−    | Pkt |
| --- | ----------------- | - | ----- | ----- | ----- | ------ | ------ | ------ | --- |
| 1.  | Szwajcaria        | 8 | 5     | 3     | 0     | 15     | 2      | +13    | 18  |
| 2.  | Włochy            | 8 | 4     | 4     | 0     | 13     | 2      | +11    | 16  |
| 3.  | Irlandia Północna | 8 | 2     | 3     | 3     | 6      | 7      | −1     | 9   |
| 4.  | Bułgaria          | 8 | 2     | 2     | 4     | 6      | 14     | −8     | 8   |
| 5.  | Litwa             | 8 | 1     | 0     | 7     | 4      | 19     | −15    | 3   |

|                   | Włochy | Szwajcaria | Irlandia Północna | Bułgaria | Litwa |
| ----------------- | ------ | ---------- | ----------------- | -------- | ----- |
| Włochy            | X      | 1:1        | 2:0               | 1:1      | 5:0   |
| Szwajcaria        | 0:0    | X          | 2:0               | 4:0      | 1:0   |
| Irlandia Północna | 0:0    | 0:0        | X                 | 0:0      | 1:0   |
| Bułgaria          | 0:2    | 1:3        | 2:1               | X        | 1:0   |
| Litwa             | 0:2    | 0:4        | 1:4               | 3:1      | X     |

## Wyniki
| 25 marca 2021 18:00 CET | Bułgaria · Despodow 46' | 1:3(0:3)Raport | Szwajcaria · 7' Embolo · 10' Seferović · 13' Zuber | Stadion Narodowy im. Wasiła Lewskiego, Sofia Widzów: 0 Sędzia: Nikola Dabanović |
|                         |                         |                |                                                    |                                                                                 |

| 25 marca 2021 20:45 CET | Włochy · Berardi 14' · Immobile 38' | 2:0(2:0)Raport | Irlandia Północna | Stadio Ennio Tardini, Parma Widzów: 0 Sędzia: Ali Palabıyık |
|                         |                                     |                |                   |                                                             |

| 28 marca 2021 20:45 CET | Bułgaria | 0:2(0:1)Raport | Włochy · 43' (k.) Belotti · 83' Locatelli | Stadion Narodowy im. Wasiła Lewskiego, Sofia Widzów: 0 Sędzia: Slavko Vinčić |
|                         |          |                |                                           |                                                                              |

| 28 marca 2021 20:45 CET | Szwajcaria · Shaqiri 2' | 1:0(1:0)Raport | Litwa | Kybunpark, St. Gallen Widzów: 0 Sędzia: Mattias Gestranius |
|                         |                         |                |       |                                                            |

| 31 marca 2021 20:45 CET | Litwa | 0:2(0:0)Raport | Włochy · 48' Sensi · 90+4' (k.) Immobile | Stadion LFF, Wilno Widzów: 0 Sędzia: Paweł Raczkowski |
|                         |       |                |                                          |                                                       |

| 31 marca 2021 20:45 CET | Irlandia Północna | 0:0(0:0)Raport | Bułgaria | Windsor Park, Belfast Widzów: 0 Sędzia: Yigal Frid |
|                         |                   |                |          |                                                    |

| 2 września 2021 20:45 CET | Włochy · Chiesa 16' | 1:1(1:1)Raport | Bułgaria · 40' A. Iliev | Stadio Artemio Franchi, Florencja Widzów: 14 366 Sędzia: Serdar Gözübüyük |
|                           |                     |                |                         |                                                                           |

| 2 września 2021 20:45 CET | Litwa · Baravykas 55' | 1:4(0:1)Raport | Irlandia Północna · 20' Ballard · 52' (k.) Washington · 67' Lavery · 82' (k.) McNair | Stadion LFF, Wilno Widzów: 1 612 Sędzia: Stéphanie Frappart |
|                           |                       |                |                                                                                      |                                                             |

| 5 września 2021 18:00 CET | Bułgaria · Czoczew 82' | 1:0(0:0)Raport | Litwa | Stadion Narodowy im. Wasiła Lewskiego, Sofia Widzów: 2 503 Sędzia: John Beaton |
|                           |                        |                |       |                                                                                |

| 5 września 2021 20:45 CET | Szwajcaria | 0:0(0:0)Raport | Włochy | St. Jakob-Park, Bazylea Widzów: 31 500 Sędzia: Carlos del Cerro Grande |
|                           |            |                |        |                                                                        |

| 8 września 2021 18:00 CET | Włochy · Kean 11', 29' · Utkus 14' (sam.) · Raspadori 24' · Di Lorenzo 54' | 5:0(4:0)Raport | Litwa | Mapei Stadium – Città del Tricolore, Reggio nell’Emilia Widzów: 10 578 Sędzia: Craig Pawson |
|                           |                                                                            |                |       |                                                                                             |

| 8 września 2021 20:45 CET | Irlandia Północna | 0:0(0:0)Raport | Szwajcaria | Windsor Park, Belfast Widzów: 15 660 Sędzia: Harald Lechner |
|                           |                   |                |            |                                                             |

| 9 października 2021 15:00 CET | Litwa · Lasickas 18' · Černych 82', 84' | 3:1(1:0)Raport | Bułgaria · 64' Despodov | Stadion LFF, Wilno Widzów: 2 526 Sędzia: Jewhenij Aranowski |
|                               |                                         |                |                         |                                                             |

| 9 października 2021 20:45 CET | Szwajcaria · Zuber 45+3' · Fassnacht 90+1' | 2:0(1:0)Raport | Irlandia Północna | Stade de Genève, Genewa Widzów: 19 129 Sędzia: Slavko Vinčić |
|                               |                                            |                |                   |                                                              |

| 12 października 2021 20:45 CET | Litwa | 0:4(0:3)Raport | Szwajcaria · 31', 45' Embolo · 42' Steffen · 90+4' Gavranović | Stadion LFF, Wilno Widzów: 1 806 Sędzia: Tiago Martins |
|                                |       |                |                                                               |                                                        |

| 12 października 2021 20:45 CET | Bułgaria · Nedelew 53', 63' | 2:1(0:1)Raport | Irlandia Północna · 37' Washington | Stadion Narodowy im. Wasiła Lewskiego, Sofia Widzów: 822 Sędzia: Aleksei Kulbakov |
|                                |                             |                |                                    |                                                                                   |

| 12 listopada 2021 20:45 CET | Włochy · Di Lorenzo 36' | 1:1(1:1)Raport | Szwajcaria · 11' Widmer | Stadio Olimpico, Rzym Widzów: 49 714 Sędzia: Anthony Taylor |
|                             |                         |                |                         |                                                             |

| 12 listopada 2021 20:45 CET | Irlandia Północna · Šatkus 18' (sam.) | 1:0(1:0)Raport | Litwa | Windsor Park, Belfast Widzów: 14 336 Sędzia: István Vad |
|                             |                                       |                |       |                                                         |

| 15 listopada 2021 20:45 CET | Irlandia Północna | 0:0(0:0)Raport | Włochy | Windsor Park, Belfast Widzów: 15 969 Sędzia: István Kovács |
|                             |                   |                |        |                                                            |

| 15 listopada 2021 20:45 CET | Szwajcaria · Okafor 48' · Vargas 57' · Itten 72' · Freuler 90+1' | 4:0(0:0)Raport | Bułgaria | Swissporarena, Lucerna Widzów: 14 300 Sędzia: Benoît Bastien |
|                             |                                                                  |                |          |                                                              |

## Strzelcy
3 gole
- Breel Embolo

2 gole

- Kiril Despodov
- Todor Nedelew
- Conor Washington
- Fedor Černych
- Steven Zuber
- Giovanni Di Lorenzo
- Ciro Immobile
- Moise Kean

1 gol

- Iwajło Czoczew
- Atanas Iliev
- Daniel Ballard
- Shayne Lavery
- Paddy McNair
- Rolandas Baravykas
- Justas Lasickas
- Christian Fassnacht
- Remo Freuler
- Mario Gavranović
- Cedric Itten
- Noah Okafor
- Haris Seferović
- Xherdan Shaqiri
- Renato Steffen
- Ruben Vargas
- Silvan Widmer
- Andrea Belotti
- Domenico Berardi
- Federico Chiesa
- Manuel Locatelli
- Giacomo Raspadori
- Stefano Sensi

Gole samobójcze
- Benas Šatkus (dla Irlandii Północnej)
- Edgaras Utkus (dla Włoch)